# 가메야마정
가메야마정(亀山町)은 일본 미에현 스즈카군에 있던 정이다. 현재의 가메야마시의 중심부에 해당한다.

## 역사
- 1889년 4월 1일 - 정촌제 시행에 의해 스즈카군 가메야마촌이 성립하였다.
- 1908년 4워 1일 - 정으로 승격해 가메야마정이 되었다.
- 1954년 10월 1일 - 히루오촌,이타가와촌,노노호리촌, 가와사키촌과 합병해 가메야마시가 성립하여, 동일 가메야마정은 폐지되었다.

## 교통

### 철도
- 일본국유철도
  - 간사이 본선
  - 산구선(현 기세이 본선)

### 도로
- 국도 제1호선

현재는 히가시메이한자동차도, 이세자동차도가 옛 촌지역을 통과하고 있지만, 당시에는 미개통이었다.

## 참고문헌
- 角川日本地名大辞典 24 三重県